# Юань Хуа
Юа́нь Хуа́ (кит. упр. 袁华, пиньинь Yuán Huá, 16 апреля 1974, Ляоян) — китайская дзюдоистка тяжёлой весовой категории, выступала за сборную Китайской Народной Республики в середине 1990-х — конце 2000-х годов. Чемпионка летних Олимпийских игр в Сиднее, чемпионка мира, чемпионка Азиатских игр, трёхкратная чемпионка Азии, двукратная чемпионка Восточноазиатских игр, чемпионка летних Универсиад в Пальма-де-Мальорке и Пекине, победительница многих турниров национального и международного значения.

## Биография
Юань Хуа родилась 16 апреля 1974 года в городском округе Ляоян провинции Ляонин.
Первого серьёзного успеха на взрослом международном уровне добилась в 1996 году, когда попала в основной состав китайской национальной сборной и побывала на чемпионате Азии в Хошимине, откуда привезла две награды золотого достоинства, выигранные в тяжёлой и абсолютной весовых категориях. Год спустя в открытой весовой категории одержала победу на Восточноазиатских играх в Пусане и стала бронзовой призёршей на чемпионате мира в Париже, потерпев единственное поражение в полуфинале от кубинки Даймы Бельтран. Ещё через год среди спортсменок свыше 78 кг была лучшей на Азиатских играх в Бангкоке.
В 1999 году Юань выступила на чемпионате мира в английском Бирмингеме и получила в тяжёлом весе серебряную медаль — в решающем поединке не смогла побороть польскую дзюдоистку Беату Максимов. Кроме того, будучи студенткой, съездила на летнюю Универсиаду в Пальму-де-Мальорку, где выиграла в обеих весовых категориях, тяжёлой и абсолютной. Благодаря череде удачных выступлений удостоилась права защищать честь страны на летних Олимпийских играх 2000 года в Сиднее — одолела здесь всех своих соперниц, в том числе кубинку Дайму Бельтран в финале, и завоевала тем самым золотую олимпийскую медаль.
После сиднейской Олимпиады Юань Хуа осталась в основном составе дзюдоистской команды КНР и продолжила принимать участие в крупнейших международных турнирах. Так, в 2001 году она стала чемпионкой сразу на трёх больших соревнованиях: на домашней Универсиаде в Пекине, на Восточноазиатских играх в Осаке и на чемпионате мира в Мюнхене — все три золотые медали взяла в тяжёлой весовой категории. Последний раз показала сколько-нибудь значимый результат в сезоне 2007 года на азиатском первенстве в Эль-Кувейте, когда выиграла бронзовую медаль в тяжёлом весовом дивизионе и золотую в абсолютном. Вскоре по окончании этих соревнований приняла решение завершить карьеру профессиональной спортсменки, уступив место в сборной молодым китайским дзюдоисткам.